# Jesús Salvador Treviño
Jesús Salvador Treviño (El Paso, Texas, 26 de març de 1946) és un director de televisió estatunidenc d'origen mexicà. Alternativament s'ha acreditat amb diversos noms: Jesus Salvador Trevino, Jesus Trevino, Jesus Travino, Jesus Treviño, Jesús S. Treviño i Jesús Treviño.

## Carrera
Jesús Treviño va començar la seva carrera al cinema i la televisió com a activista estudiantil documentant la la lluita pels drets civils dels xicanos dels anys 60 amb una càmera super-8. Al llarg de finals dels anys seixanta i principis dels setanta, va ser alhora participant i cronista dels esdeveniments i qüestions d'aquella època. D'aquests anys són els seus documentals sobre els llatins i la lluita dels xicanos fets per PBS Chicano Moratorium Aftermath (1970), The Salazar Inquest (1970), América Tropical (1971), Yo Soy Chicano (1972), La Raza Unida (1972), i Birthwrite (1979).
Va escriure i dirigir el llargmetratge mexicà Raíces de sangre (1979) i Seguín (1982), un drama de l'American Playhouse sobre la batalla d'El Álamo explicada des d'un punt de vista mexicano-americà.
En acabar Raices, Treviño va rebre finançament de la National Endowment for the Humanities per a una sèrie de diverses parts sobre la història chicana, La Historia, que finalment es va aturar a causa del desfinançament durant els primers anys de l'administració de Reagan. Tanmateix, una secció escrita pel mateix Treviño, Seguin, va sobreviure i es va estrenar com a pel·lícula independent per KCET--PBS, dirigida per Treviño, com a part de la sèrie dramàtica American Playhouse el 1982 sobre la batalla d'El Álamo explicada des d'un punt de vista mexicano-americà. Hambé ha dirigit episodis de més de trenta sèries, inclosesCriminal Minds, Prison Break, The O.C., ER, Law & Order: Criminal Intent, Dawson's Creek, Chicago Hope i NYPD Blue.
Treviño és membre del Sindicat de Directors d'Amèrica (DGA) i va formar part com a membre de la seva Junta Nacional durant el mandat de 2009-2011. Des del 2015, és membre suplent de la junta. Va ser cofundador del Comitè Llatí de la DGA i també ha estat membre del Consell d'Administració de l'Oest i del Comitè de Negociació de la DGA el 2004, 2007, 2011 i 2014. Va rebre un homenatge a tota la seva vida a la DGA el 2009.

## Altres activitats
Treviño és escriptor. El 2001 va publicar les seves memòries Eyewitness: A Filmmaker's Memoir of the Chicano Movement (Hispanic Civil Rights). El llibre narra les seves experiències com a cineasta activista durant els turbulents anys 60 i també aborda l'estatus dels llatins dels Estats Units l'any 2000 i més enllà.
Les seves col·leccions de contes són The Fabulous Sinkhole and Other Stories (1995), The Skyscraper That Flew (2005) i Return to Arroyo Grande (2015). Tots els seus llibres han estat publicats per Arte Público Press, una editorial que també posa els seus títols disponibles directament en línia.
Com a productor, va ser coproductor executiu de la sèrie documental de PBS, Chicano! History of the Mexican American Civil Rights Movement (1997) i la sèrie de Showtime, Resurrection Blvd. (2000-2003).
Treviño és fundador i editor del lloc web Latinopia.com. Latinopia és un lloc web orientat a vídeos sobre història, art, literatura, música, teatre, cinema i alimentació chicana/llatina.

## Premis
Treviño ha guanyat desenes de premis i reconeixements nacionals i internacionals. Entre els premis destacats, va guanyar dos premis de la DGA per a la millor direcció en espectacles dramàtics diürns per "CBS Schoolbreak Special" episodi "Gangs (#5.4)" i per "Lifestories: Families in Crisis" episodi "Power: The Eddie Matos Story". El 2002 va guanyar dos premis ALMA, un al millor director d'un drama o comèdia de televisió per l'episodi "Adam 553" de la sèrie Third Watch (que no s'ha de confondre amb la pel·lícula de televisió  Thirdspace, que també va dirigir), i un ALMA com a coproductor executiu de Resurrection Blvd. per a la millor sèrie de televisió.
El 1991, la seva pel·lícula, Raíces de Sangre, es va incloure en una antologia de les 25 pel·lícules més significatives del Cinema Llatinoamericà a la 36a edició de la Setmana Internacional de Cinema de Valladolid. L'any 1993 va ser homenatjat amb un homenatge al Festival Internacional de Cinema de Montevideo.